# Решель
Ре́шель (пол. Reszel, нім. Rößel,  Rössel) — місто в північно-східній Польщі.
Належить до Кентшинського повіту Вармінсько-Мазурського воєводства.

## Історія
На терени Решельського повіту були депортовані 2856 українців з українських етнічних територій у 1947 році (т. з. акція «Вісла»).
Українцями в 1963 р. був адаптований колишній костел побудови 1800 р. під греко-католицьку церкву Преображення Господнього.

## Пам'ятки архітектури
- Замок у Решелі

## Демографія
Демографічна структура станом на 31 березня 2011 року:
|          | Загалом | Допрацездатний вік | Працездатний вік | Постпрацездатний вік |
| -------- | ------- | ------------------ | ---------------- | -------------------- |
| Чоловіки | 2391    | 426                | 1728             | 237                  |
| Жінки    | 2595    | 380                | 1539             | 676                  |
| Разом    | 4986    | 806                | 3267             | 913                  |

## Відомі уродженці
- Йосиф Коріот (1785–1855) — військовий картограф і топограф, офіцер армії Варшавського герцогства, полковник Війська польського Царства польського, генерал-лейтенант Російської імператорської армії.